# Катастрофа Як-40 під Києвом
Катастрофа Як-40 під Києвом — авіаційна катастрофа, що сталася 23 травня 1974 року поблизу аеропорту «Жуляни» в Києві. Літак Як-40 авіакомпанії «Аерофлот» виконував плановий рейс Н-166 за маршрутом Ленінград — Мінськ — Хмельницький — Київ — Кіровоград, однак при заході на посадку із нахилом на бік врізався в землю. Загинули всі 29 осіб, які перебували на борту, — 25 пасажирів і 4 члени екіпажу.

## Літак
Рейс Н-166 виконував Як-40 (реєстраційний номер СРСР-87579, заводський 9221122) був випущений 31 травня 1972 року. Обладнаний трьома турбогвинтовими двигунами серій Н5212024, Н5212027 та Н5212013. На день катастрофи авіалайнер здійснив 2068 цикли «зліт-посадка» і налітав 2368 години.

## Екіпаж та пасажири
Літаком управляв екіпаж у складі:
- Командир повітряного судна —Володимир Григорович Коваленко
- Другий пілот — Вадим Іванович Торопенко
- Бортінженер — Анатолій Петрович Козлитин
- Бортпровідник — Валентина Миколаївна Бурлаченко.

Загалом на борту перебувало 29 осіб: 4 члени екіпажу і 25 пасажирів. У результаті катастрофи загинули всі.

## Катастрофа
Екіпаж 95 льотного загону 22 травня прибув до аеропорту Смольне у Ленінграді, виконавши рейс № 141 з Кіровограда. Після відпочинку і ночівлі в Ленінграді 23 травня екіпаж розпочав здійснювати чотири рейси за маршрутом Ленінград — Мінськ — Хмельницький — Київ — Кіровоград. Виконавши рейс Н-162 з Мінська, екіпаж здійснив посадку в аеропорту Хмельницький і о 21:09 розпочав зліт рейсом Н-166 до аеропорту «Жуляни».
Прогноз погоди по маршруту Хмельницький — Київ з 20:30 до 00:00 передбачав: хмарність 6—9 балів, шарувато-купчасті, купчасто-дощові, верхня кромка 4—5 км, 5—10 балів верхня, середня, помірна бовтанка, у хмарах обмерзання, грозовий фронт. Прогноз погоди по пункту посадки з 21:00 до 00:00 передбачав: хмарність 7—10 балів, купчасто-дощові, розірвано-дощові заввишки 90—140 м, верхня кромка 4—5 км, дощ, серпанок, туман, видимість 900—1400 м, на початку терміну 1500—2000 м, вітер 70—90°, 6—9 м/с, помірна бовтанка, у хмарах помірне обледеніння, грозовий фронт.
Фактична погода на 20:25 — хмарність 10 балів, купчасто-дощові, розірвано-дощові заввишки 240 м, дощ, серпанок, видимість 3 500 м, температура повітря + 10 ° С. Прогноз і фактична погода дозволяли екіпажу ухвалити рішення на виліт і відповідали його мінімуму.
У ході польоту небезпечних метеоявищ не було. Після набору заданого ешелону 4500 м о 21:24 екіпаж встановив зв'язок з диспетчером РДП аеропорту «Бориспіль». Потім екіпаж за погодженням із диспетчером зайняв ешелон 2700 м і на цій висоті в хмарах виконував політ до кордону зниження аеропорту «Жуляни».
О 22:00 диспетчер підходу аеропорту «Бориспіль» дав дозвіл на зниження до 1500 м. При перетині ешелону 1800 м через 2 хвилини він передав управління польотом диспетчеру кола аеропорту «Жуляни».
О 22:02:11 диспетчер кола за 23 км дав вказівку взяти курс 350° вліво (виконати третій розворот) і доповісти про зниження до 1500 м, на що екіпаж відповів: «1500 цю у мене». О 22:02:21 диспетчер дав вказівку знижуватися до 400 м по тиску аеродрому 730 мм рт. ст. правим доворотом на 81° (четвертий розворот) і захід на посадку по СП-50. Екіпаж підтвердив.
При розшифруванні запису радіообміну встановлено, що в результаті накладки в радіозв'язку інформація про тиск 730 мм рт. ст. не була прийнята.
Після короткочасного зникнення мітки літака на індикаторі радіолокатора на запит диспетчера о 22:03:16 екіпаж доповів про заняття висоти 500 м. Диспетчер, спостерігаючи за міткою, дав вказівку: «Виконуйте правий розворот, беріть курс 100°, доповісте 400 м». О 22:03:44 екіпаж доповів: «Зайняв 400 м, 100°».
За свідченнями диспетчера кола, мітка літака після перетину лінії посадки почала віддалятися вліво. Диспетчер двічі дав команду «з курсом 110° на четвертий розворот, на 11-й км», проте екіпаж на ці вказівки не реагував і на подальші виклики не відповідав. Мітка літака зникла. Незабаром зруйнований літак був виявлений на території танкодрому поблизу села Гореничі Києво-Святошинського району за 16 км на захід від аеропорту Жуляни. Усі пасажири (23 дорослих і 2 дитини) та екіпаж загинули.
За свідченнями очевидців, літак летів на низькій висоті з працюючими двигунами зі зниженням і невеликим правим креном. Після початкового торкання землі з прибраними шасі та закрилками, з практично нульовим кутом тангажу і невеликим правим креном з МК = 32°, вертикальною швидкістю зниження 3 м/с і приладовою швидкістю близько 420 км/ч, частково зруйнувалася права площина. З'явився довгий язик полум'я. Далі літак перекинувся і вибухнув при зіткненні з землею. Катастрофа сталася о 22:05.

## Причини
Комісія встановила, що літак і всі його системи ознак відмов до зіткнення із землею не мали. При управлінні рухом літака Як-40 диспетчер кола допустив відхилення в технології роботи — не дав ешелон переходу і не отримав інформацію від екіпажу про показники висотомірів на тиск аеродрому. У процесі зниження з ешелону до висоти кола екіпажем не виконано ряд важливих, обов'язкових операцій для підготовки до посадки:
- не встановлено відповідний канал по системі СП-50;
- не встановлено тиск аеродрому на командному приладі 2077;
- повідомлено про обрану схему заходу на посадку;
- не встановлено тиск аеродрому на висотомір;
- не виконано вказівку диспетчера про зменшення поступальної швидкості польоту, подану двічі;
- четвертий розворот розпочато із запізненням і тільки після нагадування диспетчера.

У крові членів екіпажу і пасажирів виявлено карбоксигемоглобін в таких кількостях: КПС — 18,1 %, другий пілот — 15,6 %, бортмеханік — 22,4 %, бортпровідник — 18,4 %, пасажири — від 7 до 16 %. Проби взяті за 14 годин після загибелі, але за висновком інституту судової медицини це не могло істотно вплинути на результати. Наліт екіпажу в цей день склав 4 години, а робочий час — 10 годин. Джерело виділення підвищення концентрації чадного газу (CO) в літаку не встановлено. Раніше подібних випадків на літаках Як-40 не зафіксовано. За висновком експертизи пожежі на борту в повітрі не було.
Ймовірною причиною катастрофи може бути втрата працездатності екіпажу через вплив чадного газу та інших токсичних компонентів. Це призвело до невиконання ряду операцій при зниженні, у тому числі неустановку барометричного тиску аеродрому, чому також сприяла «накладка» при веденні зв'язку диспетчера з екіпажем. У результаті сталося передчасне зниження літака і його зіткнення із землею.